# Тубкаль
Тубкаль, Джебель-Тубкаль (араб. جبل توبقال, англ. Djebel Toubkal, англ. Toubkal) — гора у північно-західній Африці, висотою — 4167 метрів. Розташована на території національного парку Тубкаль, у центральній частині Марокко, найвища вершина цієї країни.

## Географія

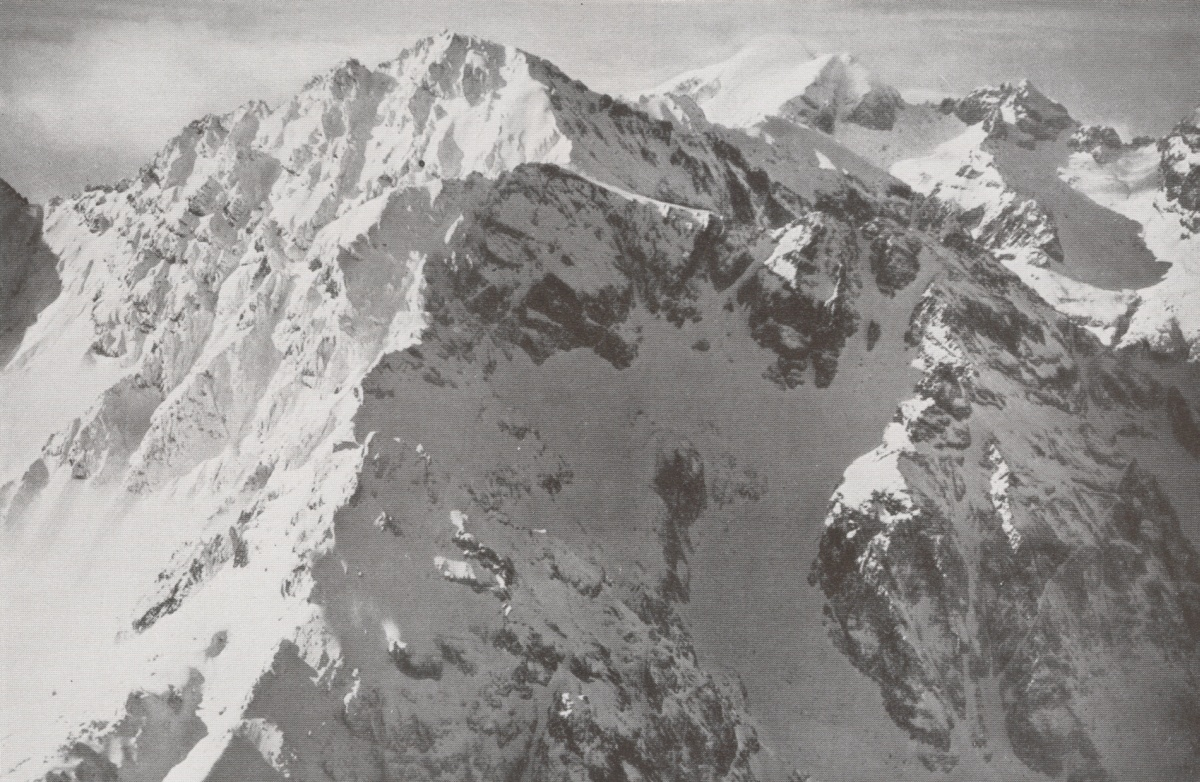
Тубкаль у грудні 1930 р. Фото з повітря

Гора розташована у західній частині гірського хребта Високий Атлас, що в Атлаських горах, на території області Марракеш — Сафі, на кордоні з областю Сус — Масса, за 60 км на південь від міста Марракеш, в однойменному національному парку. Гора розташована серед порізаного ущелинами скелястого ландшафту, в якому виділяються й інші схожі і дуже високі вершини. Взимку на Тубкаль лежить сніг і він стає центром гірськолижного спорту, проте до літа сніг повністю тане.
Для гори такої висоти, як Тубкаль, маршрут сходження нескладний, особливо у літній період. Серед альпіністів вершина часто використовується для тренування перед сходженням на вершини подібних висот без використання кисневих масок, в умовах розрідженого повітря. Крім того з вершини відкривається захоплююча панорама навколишньої місцевості, а при ясній погоді можна побачити навіть початок пісків пустелі Сахари.
Висота гори 4167 метрів над рівнем моря. Відносна висота — 3755 м. За відносною висотою ця вершина займає 36-те місце у світі. Топографічна ізоляція вершини відносно найближчої вищої гори Пік Луїджі Амадея (4469 м) становить 2078,24 км, за цим показником вона посідає 27-ме місце у світі.

## Історія
У XIX столітті, територія Марокко була мало вивчена європейцями і довгий час гора Джебель-Ауїчі (3747 м) вважалася найвищим піком Високого Атласу. Поки перше офіційне сходження європейців, яке здійснили 12 червня 1923 року альпіністи Маркус де Сегонзак, Вінсент Бергер та Губерт Долбеу, не підтвердило, що Тубкаль найвища вершина Високого Атласу, всіх Атлаських гір та Марокко. Хоча існує ймовірність, що ці альпіністи не були першими, і гора була підкорена раніше.